# Branislav Sekulić
Branislav Sekulić, född den 29 oktober 1906 i Belgrad i Kungariket Serbien (nuvarande Serbien), död den 24 september 1968 i Bern, Schweiz, var en serbisk fotbollsspelare och senare tränare. Sekulić deltog tillsammans med det jugoslaviska landslaget i det första världsmästerskapet i fotboll år 1930.

## Fotbollskarriären

### I klubblag
Sekulić började sin karriär i några olika klubbar i hemstaden Belgrad innan det blev spel för SK Jugoslavija där han slog igenom och bland annat blev jugoslavisk mästare två gånger. Sedan flyttade han som en av de första jugoslaviska spelarna någonsin utomlands för att bli proffs i Frankrike. Där spelade han för SO Montpellier och Club Français innan han togs till Schweiz för spel i Grasshopper-Club Zürich och Urania Genève. Han flyttade sedan hem till Jugoslavien igen och avslutade karriären i SK Jugoslavija och Jedinstvo Beograd.

### I landslaget
Sekulić debuterade i landslaget den 4 november 1925 i en vänskapsmatch mot Italien. Han blev år 1930 uttagen till Jugoslaviens VM-trupp till det första världsmästerskapet i fotboll i Uruguay. Han fick spela i den första gruppspelsmatchen mot Brasilien som Jugoslavien vann med 2-1, men i den andra gruppspelsmatchen mot Bolivia fick han inte spela. Jugoslavien gick tack vare segern mot Brasilien till semifinal där de ställdes mot värdnationen och sedermera vinnarna av turneringen Uruguay. I den matchen fick Sekulić speltid och han gav Jugoslavien också ledningen med 1-0 i den 4:e matchminuten, men Uruguay kom tillbaka och vann till slut matchen med 6-1.

### Som tränare
Efter sin spelarkarriär blev Sekulić tränare och han tränade FK Vojvodina och Röda Stjärnan i Jugoslavien, FC Fribourg och SC YF Juventus i Schweiz, RFC de Liège i Belgien och han var även tränare för det schweiziska landslaget i slutet på 1950-talet. Han blev kvar i Schweiz till sin död 1968.

### Webbkällor
- FIFA.com Statistik över Branislav Sekulić landskamper
- National-Football-Teams.com Statistik över Branislav Sekulić karriär